# Joensuu
Joensuu − miasto we wschodniej Finlandii, w dawnej prowincji Finlandia Wschodnia. Leży w regionie Karelia Północna, którego jest stolicą. Założone zostało w 1848 r. W 2018 Joensuu miało ok. 77 tys. mieszkańców.
Joensuu jest miastem studenckim: ponad 8000 studentów studiuje na uniwersytecie, który w ciągu 25 lat utworzył pięć wydziałów i ok. 4000 studentów ma Politechnika Północnej Karelii.

## Historia
Joensuu zostało założone przez rosyjskiego cara Mikołaja I Romanowa w 1848. W XIX wieku Joensuu było miastem manufaktur i handlu. Kiedy w 1860 miasto otrzymało specjalne prawa kupieckie i ograniczenia przeciwko przemysłowi zostały usunięte, lokalne tartaki zaczęły rosnąć i rozwijać się pomyślnie.
Ruch rzeczny został usprawniony poprzez wybudowanie kanału Saimaa. Zatem, żywy handel pomiędzy regionami północnej Karelii, Europą Środkową i St. Petersburgiem stał się możliwy. Pod koniec XIX wieku Joensuu było jednym z największych portowych miast w Finlandii.
Przez wieki karelscy kupcy podróżowali rzeką Pielisjoki, która zawsze była żywym sercem miasta. Kanały, które zostały wybudowane pod koniec 1870 powiększyły ruch rzeczny. Tysiące parowców, barek i statków przepłynęło przez rzekę w czasie złotego okresu ruchu rzecznego. Rzeka Pielisjoki była także ważna ze względu na dostarczanie drewna do tartaków i dla całego przemysłu drzewnego.
W ciągu ostatnich dekad małe rolnicze miasteczko rozwinęło się dzięki regionalnym aneksjom, umocnieniu prowincji Karelii i inwestycjom w edukację.
Karelia jest ważnym obszarem dla współpracy handlowej z pobliskimi regionami w Rosji. Na atrakcyjność miasta wpływają także liczne wydarzenia kulturalne i walory przyrodnicze.
Joensuu zostało nazwane „Leśną Stolicą Europy”, głównie ze względu na znajdujący się w nim Europejski Instytut Leśny.

## Transport
W mieście znajduje się stacja kolejowa Joensuu.

## Gospodarka
W mieście rozwinął się przemysł drzewny oraz spożywczy.

## Sport
- Jokipojat – klub hokejowy
- Liiga-Riento - klub piłki siatkowej mężczyzn

## Edukacja
- Uniwersytet Joensuu

## Miasta partnerskie
Na podstawie:
- Hof (Niemcy)
- Linköping (Szwecja)
- Pietrozawodsk (Rosja)
- Ísafjörður (Islandia)
- Tønsberg (Norwegia)
- Wilno (Litwa)